# Munkebo kommun
Munkebo kommun var en kommun i f.d. Fyns amt, Danmark. Kommunen hade 5 811 invånare (2006) och en yta på 19,28 km². Den utgjordes av vad som före danska kommunreformen 1970 var Munkebo socken. Huvudorten i kommunen var Munkebo. Kommunen slogs samman med Langeskov och Kerteminde kommun vid kommunreformen 2007. Den nya kommunen har fått namnet Kerteminde kommun.